# في عمق الغابة
في عمق الغابة (بالإنجليزية: Into the Forest)‏ هو فيلم دراما نهاية العالم كندي من إخراج باتريشيا روزيما وبطولة إليوت بيج، إيفان رايتشل وود، ماكس مينغيلا وكالوم كيث رينيه.

## وصلات خارجية
- في عمق الغابة على موقع IMDb (الإنجليزية)
- في عمق الغابة على موقع ميتاكريتيك (الإنجليزية)
- في عمق الغابة على موقع روتن توميتوز (الإنجليزية)
- في عمق الغابة على موقع نتفليكس (الإنجليزية)
- في عمق الغابة على موقع قاعدة بيانات الأفلام العربية
- في عمق الغابة على موقع ألو سيني (الفرنسية)
- في عمق الغابة على موقع Turner Classic Movies (الإنجليزية)
- في عمق الغابة على موقع أول موفي (الإنجليزية)
- في عمق الغابة على موقع بوكس أوفيس موجو (الإنجليزية)
- في عمق الغابة على موقع فيلمافينيتي (الإسبانية)